# Falkenburg (Kyffhäuser)

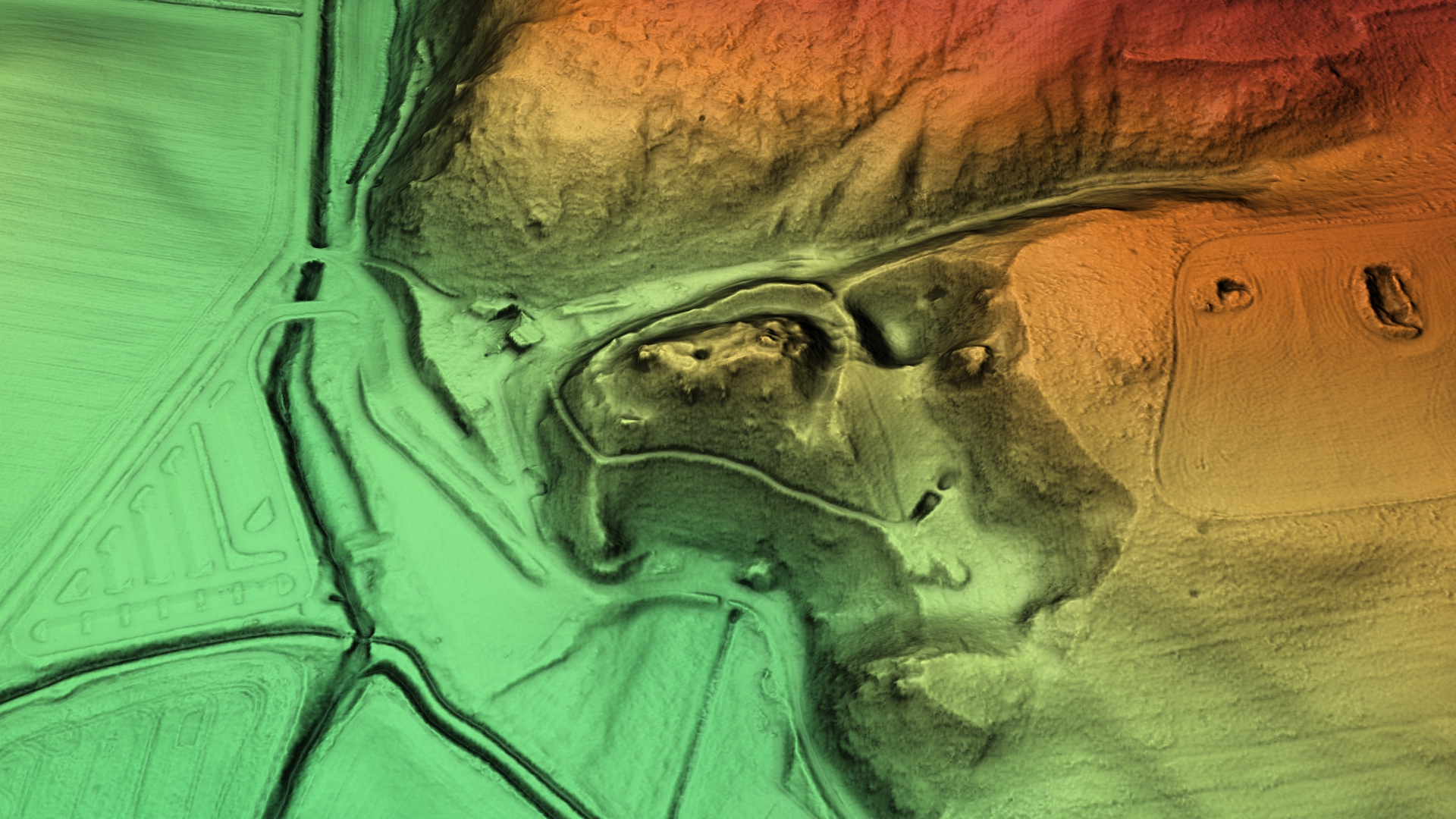
3D-Ansicht des digitalen Geländemodells

Die Falkenburg ist eine Burgruine im Kyffhäuserkreis in Thüringen. Die Ruine der Höhenburg liegt auf 190 m ü. NN oberhalb der Barbarossahöhle zwischen den Ortschaften Rottleben und Steinthaleben am Südwestrand des Kyffhäusers.

## Geschichte
Die Burg, die wahrscheinlich nur aus einem von einem tiefen Graben umgebenen Wohnturm bestand, wurde vermutlich spätestens Mitte des 12. Jahrhunderts erbaut, aber erst 1349 urkundlich als Sitz des Heinrich von Falkenburg genannt. 1458, inzwischen Raubritterburg, wurde sie von einem Heer erobert und zerstört, das von einem Bündnis der Städte Erfurt, Nordhausen, Mühlhausen mit Landgraf Wilhelm II. von Thüringen, Schwarzburg, Hohnstein, Stolberg und dem kurmainzischen Eichsfeld entsandt worden war.
Von der Burg blieb nur ein einzelner größerer Mauerrest des Wohnturms und die Reste einer Zisterne übrig.

## Bauliches
Die auf einem Kalksteinplateau gelegene Falkenburg hatte einen quadratischen Grundriss und war von einer eineinhalb Meter dicken Burgmauer umschlossen. Die Nutzfläche betrug 31 Quadratmeter, die Hoffläche 18 Quadratmeter.